# Varsovie - L'Alhambra - Paris
Albums de Damien Saez
Debbie
(2004) A Lovers Prayer
(2009)
Varsovie - L'Alhambra - Paris est le quatrième album de Damien Saez, sorti le 21 avril 2008. Il s'agit d'un triple album. Il est le successeur de Debbie, paru quatre ans plus tôt. 
À sa sortie, l'album est disponible sous deux formes : un coffret rassemblant les trois disques ou un simple CD pour le disque Paris seulement.

## L'album
Le morceau Jeunesse lève-toi est le premier extrait diffusé en radio en 2008. 
En juillet 2020, ce même morceau se trouve dans la bande originale du film espagnol Madre de Rodrigo Sorogoyen.

### Thèmes et sonorités
Il s'agit d'un album entièrement acoustique dont la majorité des chansons traite de la rupture de Damien Saez avec Katarzyna, sa compagne d'origine polonaise. Les deux premiers disques, Varsovie et L'Alhambra, qui forment un tout, se veulent, avec leur style et leur instrumentation, très dépouillés. Il s'agit d'un hommage à divers interprètes de la chanson française, tels Jacques Brel, Léo Ferré, Barbara et Georges Brassens. 
Quant au troisième disque, Paris, il se rapproche davantage de la variété avec une instrumentation plus poussée et mélodieuse, et est plus accessible à l'écoute, d'où le fait qu'il puisse être acheté séparément.

### Liste des titres
| CD1 : Varsovie | CD1 : Varsovie            | CD1 : Varsovie | CD1 : Varsovie | CD1 : Varsovie | CD1 : Varsovie | CD1 : Varsovie | CD1 : Varsovie | CD1 : Varsovie | CD1 : Varsovie |
| No             | Titre                     | Durée          |                |                |                |                |                |                |                |
| -------------- | ------------------------- | -------------- | -------------- | -------------- | -------------- | -------------- | -------------- | -------------- | -------------- |
| 1.             | Varsovie                  | 6:27           |                |                |                |                |                |                |                |
| 2.             | Ceux qui sont en laisse   | 2:41           |                |                |                |                |                |                |                |
| 3.             | Je suis le Christ         | 5:33           |                |                |                |                |                |                |                |
| 4.             | Que tout est noir         | 5:37           |                |                |                |                |                |                |                |
| 5.             | Dis-moi qui sont ces gens | 4:05           |                |                |                |                |                |                |                |
| 6.             | Goraszewska               | 4:08           |                |                |                |                |                |                |                |
| 7.             | Je suis perdu             | 6:04           |                |                |                |                |                |                |                |
| 8.             | Anéanti                   | 4:33           |                |                |                |                |                |                |                |
| 9.             | On meurt de toi           | 5:06           |                |                |                |                |                |                |                |
| 44:14          |                           |                |                |                |                |                |                |                |                |

| CD2 : L'Alhambra | CD2 : L'Alhambra              | CD2 : L'Alhambra | CD2 : L'Alhambra | CD2 : L'Alhambra | CD2 : L'Alhambra | CD2 : L'Alhambra | CD2 : L'Alhambra | CD2 : L'Alhambra | CD2 : L'Alhambra |
| No               | Titre                         | Durée            |                  |                  |                  |                  |                  |                  |                  |
| ---------------- | ----------------------------- | ---------------- | ---------------- | ---------------- | ---------------- | ---------------- | ---------------- | ---------------- | ---------------- |
| 1.               | Chanson pour mon enterrement  | 5:59             |                  |                  |                  |                  |                  |                  |                  |
| 2.               | Au-delà du brouillard         | 4:41             |                  |                  |                  |                  |                  |                  |                  |
| 3.               | Au-delà du brouillard - Thème | 2:05             |                  |                  |                  |                  |                  |                  |                  |
| 4.               | Je cherche encore             | 4:28             |                  |                  |                  |                  |                  |                  |                  |
| 5.               | Les Bars du port              | 3:50             |                  |                  |                  |                  |                  |                  |                  |
| 6.               | À l'Alhambra                  | 3:45             |                  |                  |                  |                  |                  |                  |                  |
| 7.               | Quand on perd son amour       | 4:01             |                  |                  |                  |                  |                  |                  |                  |
| 8.               | L'Abattoir                    | 6:00             |                  |                  |                  |                  |                  |                  |                  |
| 9.               | On s'endort sur des braises   | 5:14             |                  |                  |                  |                  |                  |                  |                  |
| 10.              | Tango                         | 9:07             |                  |                  |                  |                  |                  |                  |                  |
| 49:10            |                               |                  |                  |                  |                  |                  |                  |                  |                  |

| CD3 : Paris | CD3 : Paris                       | CD3 : Paris | CD3 : Paris | CD3 : Paris | CD3 : Paris | CD3 : Paris | CD3 : Paris | CD3 : Paris | CD3 : Paris |
| No          | Titre                             | Durée       |             |             |             |             |             |             |             |
| ----------- | --------------------------------- | ----------- | ----------- | ----------- | ----------- | ----------- | ----------- | ----------- | ----------- |
| 1.          | Jeunesse lève-toi                 | 4:45        |             |             |             |             |             |             |             |
| 2.          | S'en aller                        | 3:00        |             |             |             |             |             |             |             |
| 3.          | On a pas la thune                 | 2:57        |             |             |             |             |             |             |             |
| 4.          | Alice                             | 4:36        |             |             |             |             |             |             |             |
| 5.          | Le Cavalier sans tête             | 3:24        |             |             |             |             |             |             |             |
| 6.          | Putains vous m'aurez plus         | 4:39        |             |             |             |             |             |             |             |
| 7.          | Des marées d'écume                | 4:39        |             |             |             |             |             |             |             |
| 8.          | Intro                             | 0:51        |             |             |             |             |             |             |             |
| 9.          | Toi tu dis que t'es bien sans moi | 3:51        |             |             |             |             |             |             |             |
| 10.         | Kasia                             | 4:33        |             |             |             |             |             |             |             |
| 37:15       |                                   |             |             |             |             |             |             |             |             |

## Réception
Cet album, malgré le peu de publicité, est devenu disque d'or. Il s'est classé à la 3e place des charts en France, à la 13e en Belgique francophone et à la 45e en Suisse.